# Wilhelm Klemperer
Wilhelm Klemperer (30. března 1839, Praha - 12. února 1912, Berlín-Schöneberg ) byl německý reformní rabín narozený v Praze. V jednom pražském dokumentu je jako datum narození uveden 31. březen.

## Život

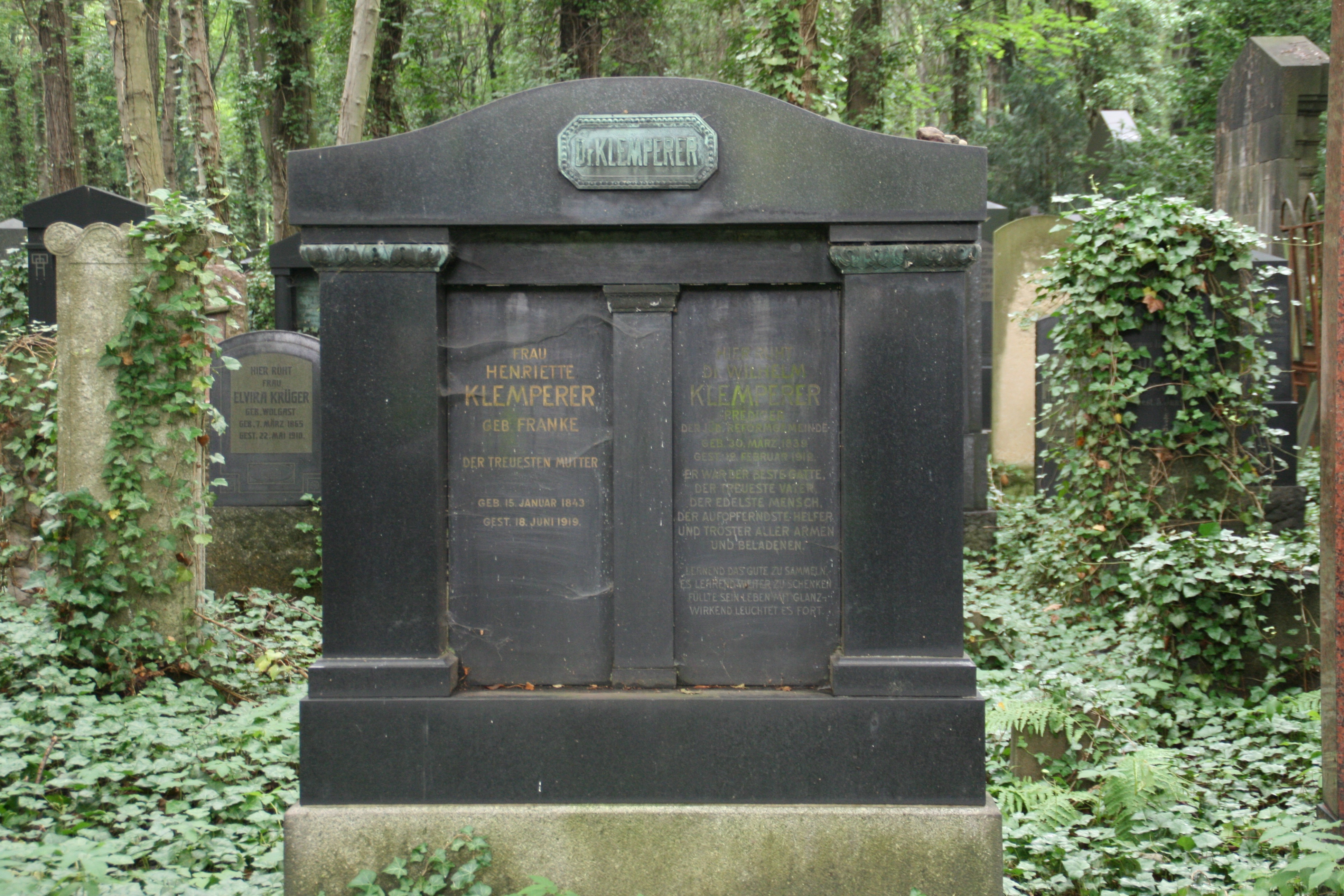
Hrob manželů Klempererových

Wilhelm Klemperer byl nejstarším synem rabína a učitele Abrahama Klemperera. Gymnázium navštěvoval v Praze a v roce 1855 odešel do Vratislavi, kde studoval na Židovském duchovním semináři a od roku 1858 filosofii a starověké jazyky na Vratislavské univerzitě. Doktorát získal v roce 1861 na univerzitě v Lipsku disertační prací Velké shromáždění a Soferim. V roce 1863 obdržel rabínský diplom.
V roce 1864 byl Klemperer zvolen rabínem v synagoze v polském Hořově, kde působil více než 20 let.
10. února 1885 byl Wilhelm Klemperer zvolen rabínem synagogální komunity v Bydhošti.   V této tradiční komunitě pobýval 6 let.
V roce 1891 se přestěhoval do Berlína. V červnu 1891 se konalo inaugurační kázání jako druhého kazatele v synagoze židovské reformní kongregace v Johannisstrasse.   Publikoval několik spisů.

### Rodina
V roce 1863 se oženil se svou pražskou sestřenicí Henriette Frankeovou, s níž měl devět dětí. Prvorozený syn zemřel v roce 1868 ve věku čtyř let.  Mezi jeho dalších 8 dětí patřili Georg Klemperer, lékař a ředitel nemocnice Berlin-Moabit, Felix Klemperer, lékař a ředitel nemocnice Berlin-Reinickendorf a romanista Victor Klemperer, autor knihy Lingua Tertii Imperii. Dirigent Otto Klemperer byl jeho synovec.
Hrob Wilhelma a Henriette Klempererových se nachází na židovském hřbitově v Berlíně-Weißensee.

## Spisy (výběr)
- Fest- und Gelegenheits Predigten. Breslau: Schletter'sche Buchhandlung, 1866
- Voltaire und die Juden. Vortrag, gehalten zum Besten des Stipendienfonds der Hochschule für die Wissenschaft des Judenthums, durch Zusätze und Anmerkungen erweitert. Berlin: Verl. d. Bibliograph. Bureaus, 1894.
- Beiträge zur vergleichenden Gnomologie: mit besonderer Berücksichtigung der talmudischen Sprichwörter und Sentenzen. Berlin: S. Calvary, 1894.